# Statul Bayelsa
Bayelsa este un stat  în Nigeria. Reședința sa este orașul Yenagoa.